# خوان ر. كروز
خوان ر. كروز (بالإنجليزية: Juan R. Cruz) هو مهندس أمريكي، ولد في 5 يناير 1946 في بورتوريكو في الولايات المتحدة.